# نفس الشيء (أغنية غيمس)
نفس الشيء (بالفرنسية: La Même)‏ وهي إصدار منفرد لمغني الراب الكونغولي غيمس، تم إصدارها في 9 مارس 2018 وهي إصدار منفرد لألبومه الثالث الحزام الأسود.

## التصنيف والشهادات

### التصنيف الأسبوعي
| التصنيف                                                     | أفضل مرتبة |
| ----------------------------------------------------------- | ---------- |
| تصنيف الألبومات البلجيكية (أولتراتوب فلاندرز)               | 26         |
| تصنيف الألبومات البلجيكية (أولتراتوب فلاندرز)               | 25         |
| تصنيف الألبومات البلجيكية (أولتراتوب فلاندرز)               | 1          |
| تصنيف الألبومات البلجيكية (أولتراتوب والونيا)               | 1          |
| تصنيف الألبومات البلجيكية (أولتراتوب والونيا)               | 1          |
| تصنيف الألبومات البلجيكية (أولتراتوب والونيا)               | 1          |
| تصنيف الألبومات الفرنسية (الاتحاد الوطني للنشر الفونوغرافي) | 1          |
| تصنيف الألبومات الفرنسية (الاتحاد الوطني للنشر الفونوغرافي) | 1          |
| تصنيف الألبومات الفرنسية (الاتحاد الوطني للنشر الفونوغرافي) | 2          |
| تصنيف الألبومات الفرنسية (الاتحاد الوطني للنشر الفونوغرافي) | 1          |
| تصنيف الألبومات الفرنسية (الاتحاد الوطني للنشر الفونوغرافي) | 1          |
| تصنيف الألبومات السويسرية (هيت باراد سويسرا)                | 24         |
| تصنيف الألبومات السويسرية (هيت باراد سويسرا)                | 1          |

| التصنيف                                                     | أفضل مرتبة |
| ----------------------------------------------------------- | ---------- |
| تصنيف الألبومات الفرنسية (الاتحاد الوطني للنشر الفونوغرافي) | 108        |

### الشهادات
| الدولة | المنظمة                          | أفضل مرتبة           |         |
| ------ | -------------------------------- | -------------------- | ------- |
| فرنسا  | الاتحاد الوطني للنشر الفونوغرافي | الأسطوانة الماسية    | 333333+ |
| بلجيكا | أولتراتوب                        | الأسطوانة البلاتينية | 20000+  |